# Saimdang, bich-ui ilgi
Saimdang, bich-ui ilgi (사임당, 빛의 일기?, lett. "Saimdang, il diario della luce"; titolo internazionale Saimdang, Memoir of Colors, conosciuto anche come Saimdang, Light's Diary o Saimdang, the Herstory) è una serie televisiva sudcoreana trasmessa su SBS dal 26 gennaio al 4 maggio 2017. La serie ripercorre la storia dell'artista e calligrafa del XVI secolo Sin Saimdang, romanzandola e aggiungendo personaggi d'invenzione.

## Trama
Seo Ji-yoon è una professoressa di storia dell'arte che si imbatte nel diario segreto di Sin Saimdang, un'artista, scrittrice, calligrafa e poeta vissuta nel XVI secolo e madre di Yi I, uno dei maggiori studiosi confuciani del periodo Joseon. Il diario getta nuova luce sulla vita della donna e sul suo rapporto con Lee Gyeom, artista e musicista suo amico d'infanzia, oltre ad aiutare Ji-yoon a scoprire il mistero dietro il dipinto di una sconosciuta risalente al periodo Joseon.

## Personaggi
- Sin Saimdang, interpretata da Lee Young-ae e Park Hye-su (da giovane)
- Seo Ji-yoon, interpretata da Lee Young-ae
- Lee Gyeom, interpretato da Song Seung-heon e Yang Se-jong (da giovane)

### Altri personaggi
Nel passato
- Hwieumdang Choi, interpretata da Oh Yoon-ah e Yoon Ye-joo (da giovane)
- Min Chi-hyung, interpretato da Choi Chul-ho
- Jungjong di Joseon, interpretato da Choi Jong-hwan
- Dangyeong di Joseon, interpretata da Yoon Suk-hwa
- Lee Won-soo, interpretato da Yoon Da-hoon
- Lee Hyun-rong, interpretato da Jung Joon-won
- Shin Myung-hwa, interpretato da Choi Il-hwa
- Hyang-yi, interpretata da Jang Seo-kyung
- Principe ereditario Yi Ho, interpretato da Noh Young-hak
- Principessa Jeongsun, interpretata da Lee Joo-yeon
- Dama Lee, interpretata da Lee Kyung-jin
- Aiutante di Hwieumdang Choi, interpretato da Jung Ah-in
- Soldato della scorta, interpretato da Park Jung-hak

Nel presente
- Han Sang-hyun, interpretato da Yang Se-jong
- Min Jung-hak, interpretato da Choi Jong-hwan
- Kim Jung-hee, interpretata da Kim Hae-sook
- Jung Min-seok, interpretato da Lee Hae-young
- Jung Eun-soo, interpretato da Lee Tae-woo
- Ko Hye-jung, interpretata da Park Jun-myun
- Supplente Nam, interpretato da Kim Young-joon
- Direttrice Seon, interpretata da Kim Mi-kyung
- CEO Heo, interpretato da Song Min-hyung
- Anna, interpretata da Anda

## Produzione
Il drama fu annunciato nel marzo 2015. Lee Young-ae avrebbe interpretato Saimdang, tornando alla recitazione dopo una pausa di dieci anni, dal film Lady Vendetta. Song Seung-heon fu scritturato per interpretare l'amore fittizio di Saimdang nel luglio seguente. La prima lettura del copione si ebbe il 4 agosto 2015 al SBS Ilsan Production Center di Tanhyun, mentre le riprese durarono dal 10 agosto 2015 al 4 giugno 2016. In origine la trasmissione era stata programmata simultaneamente in Corea e Cina nella seconda metà del 2016, ma fu posticipata al gennaio 2017 a causa del conflitto sul sistema di difesa d'area terminale ad alta quota (THAAD) tra i due paesi.

## Accoglienza
Prima della trasmissione, la serie ricevette molta attenzione per via del ritorno in televisione di Lee Young-ae, la cui ultima apparizione sul piccolo schermo era avvenuta 14 anni prima nella hit Dae Jang-geum. Con un budget di 22,5 miliardi di won, i diritti cinesi vennero venduti alla Emperor Entertainment Korea di Hong Kong per $267.000 a episodio, superando il record precedente stabilito dal drama del 2016 Tae-yang-ui hu-ye. I diritti vennero venduti anche a Netflix per $20.000 a episodio, e in Giappone per $90.000 a episodio.
Tuttavia, nonostante il clamore iniziale e la pubblicità massiccia, Saimdang non riuscì ad attirare gli spettatori e fu surclassata dal suo concorrente nella stessa fascia oraria. Fattori come la mancanza di elementi freschi, e la trama lenta e illogica vennero citati come ragioni del suo fallimento. Inoltre, sia Lee Young-ae che Park Hye-su furono criticate per la loro recitazione. La serie fu alla fine tagliata di due episodi, scendendo da 30 a 28, a causa dei bassi ascolti.
Nondimeno, riuscì a registrare un profitto grazie al successo all'estero. Fu il programma più visto su GTV a Taiwan e si piazzò alla prima e alla seconda posizione nelle classifiche dei programmi più seguiti a Hong Kong, in Giappone, Singapore e Malesia.

### Ascolti
| Episodio | Data di trasmissione | Dati TNMS           | Dati TNMS                  | Dati AGB            | Dati AGB                   |
| Episodio | Data di trasmissione | A livello nazionale | Area metropolitana di Seul | A livello nazionale | Area metropolitana di Seul |
| -------- | -------------------- | ------------------- | -------------------------- | ------------------- | -------------------------- |
| 1        | 26 gennaio 2017      | 13,9%               | 16,0%                      | 16,3%               | 16,6%                      |
| 2        | 26 gennaio 2017      | 11,8%               | 13,4%                      | 15,6%               | 16,6%                      |
| 3        | 1 febbraio 2017      | 10,6%               | 12,2%                      | 13,0%               | 13,5%                      |
| 4        | 2 febbraio 2017      | 10,2%               | 11,5%                      | 12,3%               | 12,6%                      |
| 5        | 8 febbraio 2017      | 8,6%                | 9,9%                       | 10,7%               | 11,0%                      |
| 6        | 9 febbraio 2017      | 8,7%                | 10,3%                      | 12,0%               | 12,5%                      |
| 7        | 15 febbraio 2017     | 7,0%                | 8,7%                       | 9,7%                | 10,2%                      |
| 8        | 16 febbraio 2017     | 7,8%                | 9,0%                       | 10,3%               | 10,9%                      |
| 9        | 22 febbraio 2017     | 7,6%                | 8,6%                       | 9,8%                | 10,4%                      |
| 10       | 23 febbraio 2017     | 8,3%                | 9,9%                       | 10,1%               | 10,7%                      |
| 11       | 1 marzo 2017         | 7,7%                | 9,1%                       | 9,6%                | 9,7%                       |
| 12       | 2 marzo 2017         | 8,4%                | 9,4%                       | 10,3%               | 10,3%                      |
| 13       | 8 marzo 2017         | 7,8%                | 8,7%                       | 10,3%               | 10,3%                      |
| 14       | 9 marzo 2017         | 8,4%                | 9,1%                       | 10,5%               | 10,7%                      |
| 15       | 15 marzo 2017        | 8,4%                | 9,0%                       | 10,4%               | 10,8%                      |
| 16       | 16 marzo 2017        | 9,3%                | 10,5%                      | 10,2%               | 10,2%                      |
| 17       | 22 marzo 2017        | 8,3%                | 9,0%                       | 9,4%                | 9,1%                       |
| 18       | 23 marzo 2017        | 9,0%                | 10,4%                      | 10,0%               | 9,9%                       |
| 19       | 29 marzo 2017        | 8,1%                | 9,7%                       | 9,0%                | 9,3%                       |
| 20       | 30 marzo 2017        | 8,2%                | 9,4%                       | 9,3%                | 9,3%                       |
| 21       | 5 aprile 2017        | 8,6%                | 10,0%                      | 9,4%                | 8,8%                       |
| 22       | 6 aprile 2017        | 8,7%                | 9,3%                       | 9,6%                | 9,3%                       |
| 23       | 12 aprile 2017       | 7,4%                | 8,4%                       | 8,5%                | 8,4%                       |
| 24       | 19 aprile 2017       | 6,0%                | 6,2%                       | 6,1%                | 5,9%                       |
| 25       | 20 aprile 2017       | 7,2%                | 7,9%                       | 8,3%                | 8,8%                       |
| 26       | 26 aprile 2017       | 6,4%                | 6,9%                       | 7,8%                | 7,7%                       |
| 27       | 27 aprile 2017       | 7,4%                | 7,8%                       | 8,4%                | 8,5%                       |
| 28       | 4 maggio 2017        | 6,8%                | 7,5%                       | 8,2%                | 8,8%                       |
| Media    | Media                | 8,5%                | 9,6%                       | 10,2%               | 10,4%                      |

## Colonna sonora
1. Back in the Day (그때 그날 우리) – Hyemi (Fiestar)
2. Kite (연) – Kim Yoon-ah (Jaurim)
3. Close To You (너에게 간다) – The One
4. Whenever, Wherever (언제든, 어디라도) – LYn
5. Why (왜 그댈) – Zia
6. Everlasting Love (단 한 번의 사랑) – Lee Soo (MC The Max)
7. Amnesia (기억상실증) – Kim Bum-soo
8. The Song Of The Star (별의 노래) – Melody Day
9. Nobody Knows (아무도 모르게) – Anda
10. Half – Moon Hyung-seo